# Fischbach (Lichtenau)
Fischbach (fränkisch: Fieschba) ist ein Gemeindeteil des Marktes Lichtenau im Landkreis Ansbach (Mittelfranken, Bayern). Die Gemarkung Fischbach hat eine Fläche von 3,707 km². Sie ist in 493 Flurstücke aufgeteilt, die eine durchschnittliche Flurstücksfläche von 7518,75 m² haben. In ihr liegen neben dem namensgebenden Ort die Gemeindeteile Hammerschmiede und Rückersdorf.

## Geografie
Das Dorf liegt am Zandtbach, einem rechten Zufluss der Fränkischen Rezat und dem Wöltendorfer Graben, der als rechter Zufluss in den Zandtbach mündet. Östlich des Ortes liegt das Waldgebiet Fuchsloch mit dem Roßberg, südöstlich das Höhenholz. Durch Fischbach verläuft die Kreisstraße AN 14, die nach Rückersdorf (0,7 km nordöstlich) bzw. nach Wattenbach (1,5 km westlich) führt. Eine Gemeindeverbindungsstraße führt nach Sauernheim (2,4 km südöstlich).

## Geschichte
Im Jahr 1096 wurde der Ort als „Uischbach“ erstmals urkundlich erwähnt. Der Ortsname leitet sich vom gleichlautenden Gewässernamen ab (heute Zandtbach genannt). Vermutlich wurde der Bach wegen seines großen Fischreichtums so genannt.
Im Würzburger Lehenbuch, das zwischen 1303 und 1313 entstanden ist, wurden für den Ort 4 Lehen verzeichnet, über die die Herren von Heideck die Grundherrschaft und Vogtei hatten.
Laut dem Salbuch der Deutschordenskommende Nürnberg aus dem Jahr 1343 gehörten dem Stadtvogteiamt Eschenbach in Fischbach 1 Hube.
Im Salbuch des nürnbergischen Pflegamtes Lichtenau von 1515 wurden für Fischbach 7 Untertansfamilien angegeben: 5 Untertanen unterstanden der Reichsstadt Nürnberg, 2 Untertanen dem Stadtvogteiamt Eschenbach. In der Amtsbeschreibung des Pflegamtes Lichtenau aus dem Jahr 1748 zählte der Ort zur Hauptmannschaft Immeldorf. Es gab 7 Untertansfamilien, von denen 5 nürnbergisch waren.
Gegen Ende des 18. Jahrhunderts gab es in Fischbach 8 Anwesen und ein Gemeindehirtenhaus. Das Hochgericht und die Dorf- und Gemeindeherrschaft übte das Pflegamt Lichtenau aus. Grundherren waren die Reichsstadt Nürnberg (Pflegamt Lichtenau: 1 Gütlein; Spital- und Katharinenklosteramt: 1 Hof, 1 Leerhaus; Landesalmosenamt: 2 Höfe, 1 Halbhof) und das Stadtvogteiamt Eschenbach (2 Höfe).
1806 kam Fischbach zum Königreich Bayern. Im Rahmen des Gemeindeedikts wurde Fischbach dem 1808 gebildeten Steuerdistrikt Sauernheim und der 1810 gegründeten Ruralgemeinde Sauernheim zugeordnet. Mit dem Zweiten Gemeindeedikt (1818) entstand die Ruralgemeinde Fischbach, zu der Rückersdorf gehörte. Sie war in Verwaltung und Gerichtsbarkeit dem Landgericht Heilsbronn zugeordnet und in der Finanzverwaltung dem Rentamt Windsbach. Von 1862 bis 1879 gehörte Fischbach zum Bezirksamt Heilsbronn, ab 1880 zum Bezirksamt Ansbach (1939 in Landkreis Ansbach umbenannt) und zum Rentamt Heilsbronn (1919–1929: Finanzamt Heilsbronn, seit 1929: Finanzamt Ansbach). Die Gerichtsbarkeit blieb beim Landgericht Heilsbronn (1879 in Amtsgericht Heilsbronn umbenannt), seit 1956 ist das Amtsgericht Ansbach zuständig.
Nach 1900 wurde die Hammerschmiede von Schlauersbach nach Fischbach umgemeindet. Die Gemeinde hatte 1964 eine Gebietsfläche von 3,670 km². Im Zuge der Gebietsreform in Bayern wurde die Gemeinde Fischbach am 1. April 1971 nach Lichtenau eingemeindet.

### Bodendenkmäler
Auf der Gemarkung von Fischbach gibt es zwei Bodendenkmäler.

### Einwohnerentwicklung
Gemeinde Fischbach
| Jahr      | 1818   | 1840   | 1852   | 1855   | 1861   | 1867   | 1871   | 1875   | 1880   | 1885   | 1890   | 1895   | 1900   | 1905   | 1910   | 1919   | 1925   | 1933   | 1939   | 1946   | 1950   | 1952   | 1961   | 1970   |
| Einwohner | 100    | 122    | 134    | 122    | 118    | 113    | 112    | 118    | 125    | 111    | 117    | 131    | 124    | 128    | 127    | 137    | 129    | 123    | 112    | 144    | 130    | 121    | 105    | 106    |
| Häuser    | 17     | 19     |        |        |        |        | 21     |        |        | 20     | 23     |        | 22     |        |        |        | 24     |        |        |        | 21     |        | 20     |        |
| Quelle    | [ 22 ] | [ 23 ] | [ 24 ] | [ 24 ] | [ 25 ] | [ 26 ] | [ 27 ] | [ 28 ] | [ 29 ] | [ 30 ] | [ 31 ] | [ 32 ] | [ 33 ] | [ 32 ] | [ 34 ] | [ 32 ] | [ 35 ] | [ 32 ] | [ 32 ] | [ 32 ] | [ 36 ] | [ 32 ] | [ 17 ] | [ 37 ] |

Ort Fischbach
| Jahr      | 001818 | 001840 | 001861 | 001871 | 001885 | 001900 | 001925 | 001950 | 001961 | 001970 | 001987 |
| Einwohner | 52     | 68     | 71     | 66     | 65     | 84     | 82     | 80     | 58     | 61     | 59     |
| Häuser    | 10     | 11     |        |        | 11     | 13     | 13     | 13     | 12     |        | 12     |
| Quelle    | [ 22 ] | [ 23 ] | [ 25 ] | [ 27 ] | [ 30 ] | [ 33 ] | [ 35 ] | [ 36 ] | [ 17 ] | [ 37 ] | [ 1 ]  |

## Religion
Der Ort ist seit der Reformation evangelisch-lutherisch geprägt und nach St. Georg (Immeldorf) gepfarrt. Die Einwohner römisch-katholischer Konfession sind nach St. Johannes (Lichtenau) gepfarrt.